# 東京家族 (映画)

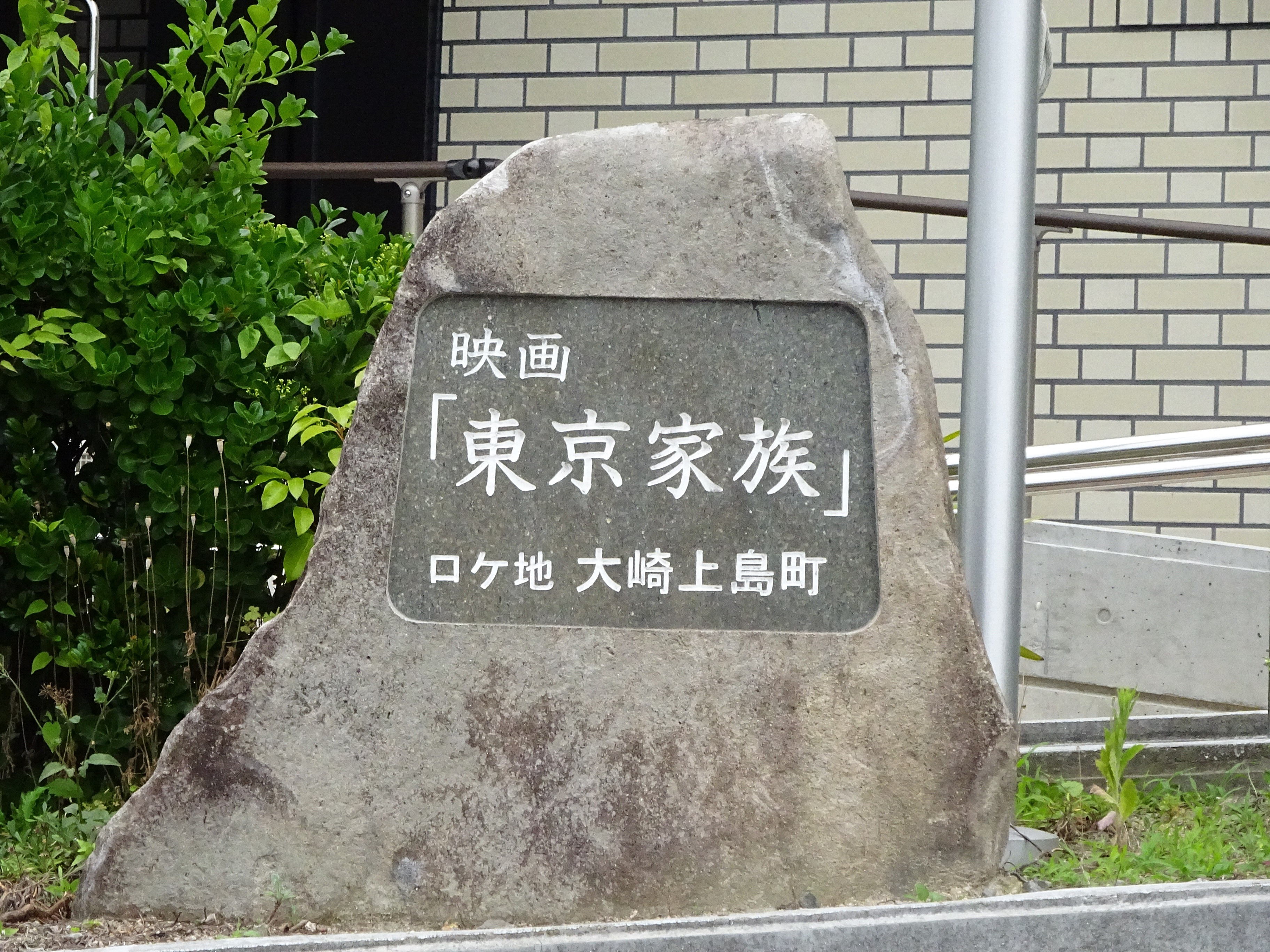
「東京家族」のモニュメント

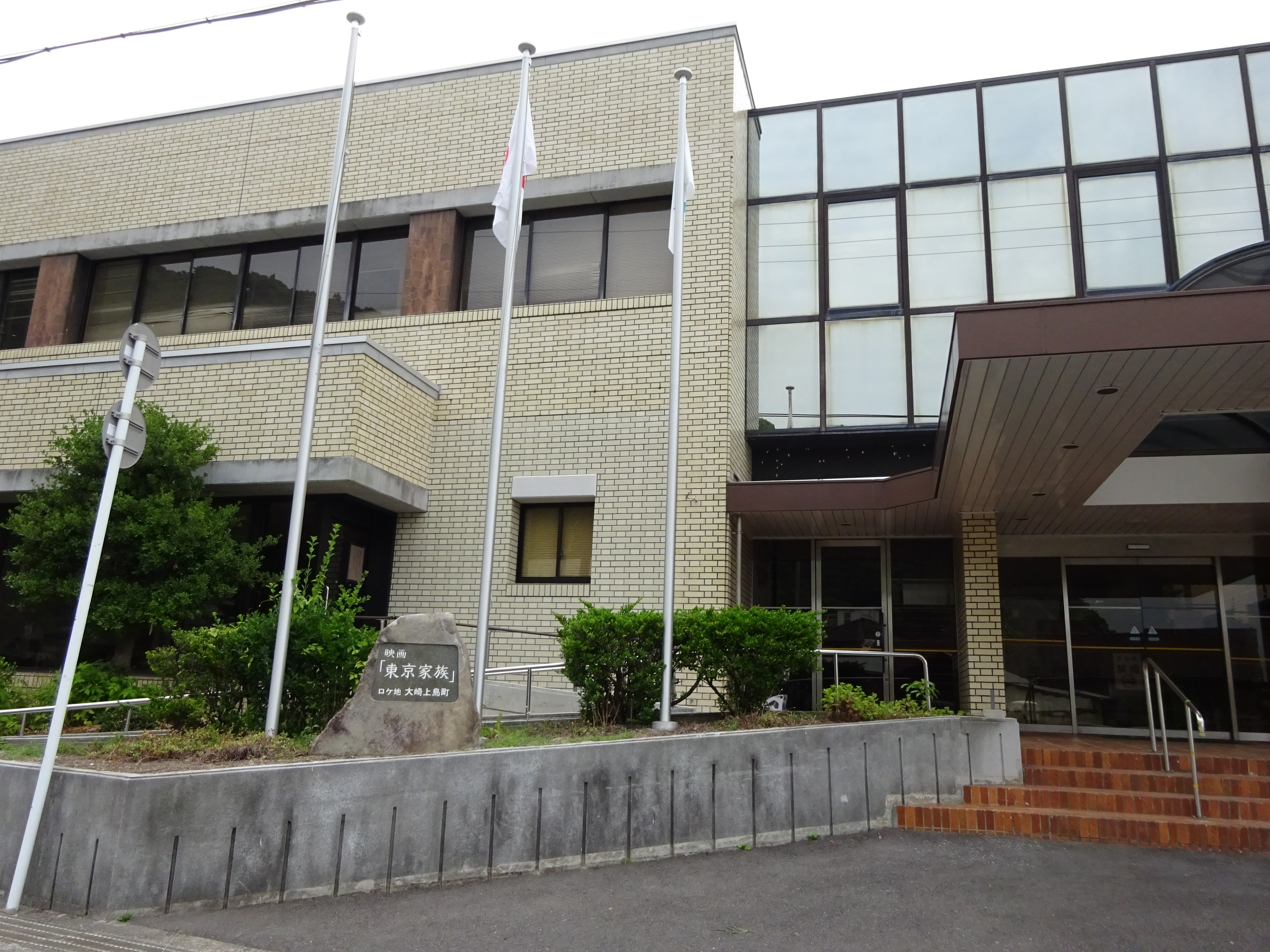
大崎上島の旧木江町役場に所在するモニュメント

『東京家族』（とうきょうかぞく）は、2013年の日本映画。2013年1月19日公開。

## 概要
小津安二郎監督による松竹映画『東京物語』(1953年)をモチーフとして制作したと発表されたが、設定やストーリー、演出手法など大部分を踏襲したまま時代を平成に移し替えたものであり、実質的にリメイクである。広島側の舞台は、尾道から豊田郡大崎上島町に変更され撮影されている。キャッチコピーは「おかしくて、かなしい。これは、あなたの物語です。」。
もともとは2011年12月公開予定であったが、東日本大震災によって公開が延期となった。それとともに脚本の一部を改訂し、主演の老夫婦の配役を菅原文太と市原悦子から、橋爪功と吉行和子に変更。また長女役も室井滋から中嶋朋子に交代した。本編中にも、平山昌次と間宮紀子がボランティア先の南相馬で出会った設定であるなど、震災への言及が加えられた。
全国317スクリーンで公開され、2013年1月29日・20日の初日2日間で興収2億961万6,000円、動員動員19万4,902人になり、映画観客動員ランキング（興行通信社調べ）で初登場第2位となった。2014年1月発表の最終興収は18.2億円。
2014年1月26日には、テレビ朝日系列の『日曜洋画劇場』の特別企画として初めて地上波放送された。

## あらすじ
平山周吉ととみこの老夫婦が、東京の子供達を頼って東京見物に来る。二人はまず、開業医をしている幸一のもとに身を寄せ、兄妹も幸一家に集まって一家団欒の時を過ごす。翌日、幸一は両親を横浜へドライブに連れて行こうとするが、幸一が急患の対応に追われてドライブがお流れになってしまう。次に周吉ととみこは、都内にある滋子の自宅にやってくる。美容院を兼ねたつくりであるため狭苦しいが、滋子の夫である庫造が周吉をスーパー銭湯に誘ったりと、彼らなりにもてなそうとする。翌日、滋子の頼みで昌次が周吉ととみこを東京見物に連れ出す。三人で入ったうなぎ屋で、周吉は昌次に将来の見通しを尋ねるが、昌次ははぐらかして答えようとしない。その日、滋子は客のつてを頼って、二人を高級ホテルに泊めようと考える。幸一の賛同を取り付けた滋子は、翌日さっそく両親を横浜の高級ホテルに送り出すが、横浜に特に用事もない二人は手持ち無沙汰になり、二泊の予定が一泊で帰ってきてしまう。今晩は自宅を商店街の会合で使うので泊めてやれないと滋子に言われた二人は、別々に行動することにする。周吉は旧友である沼田三平を頼り、彼の家に厄介になろうとする。亡くなった旧友の自宅を訪ね、線香をあげた後、周吉は三平に飲みに誘われる。医者である幸一に止められているからと最初は断っていた周吉だが、子供達に邪険にされているという気持ちも手伝って、ついつい酒が進み、酔い潰れてしまう。結局三平の家にも泊まれず滋子の家に転がり込んだ周吉は、滋子の店にゲロをぶちまけたりと、散々迷惑をかける。一方のとみこは、一人暮らしである昌次の面倒を見てやろうと、彼のアパートを訪ねる。そこで思いがけず、昌次と結婚の約束をしている間宮紀子に出会い、意気投合する。あくる日、周吉ととみこは幸一の家に戻り、顔を合わせる。周吉が二日酔いで憔悴している一方で、昌次の恋人の存在を知ったとみこは上機嫌である。しかし、とみこが勇の部屋に行こうとした矢先、階段の途中で倒れてしまう。病院での治療も虚しく、とみこは昏睡状態に陥る。昌次は紀子とともに病院へ駆けつけ、周吉や兄妹の前で紀子のことを打ち明ける。とみこは翌日早くに息を引き取った。葬式は故郷の島で行うことになり、昌次と紀子がとみこの遺骨と周吉を連れて先に帰郷するが、周吉の無愛想な態度に紀子は自分が受け入れられていないのではと思う。兄妹が揃って葬式を上げた後、昌次と紀子はしばらく残って周吉の面倒を見ていた。二人が東京に帰る日、紀子が周吉に暇を乞うと、周吉は自分の面倒を見てくれたことに感謝の意を表し、また昌次のことも出来が悪いと思っていたのは間違いだったと打ち明け、「息子をよろしく」と告げて、紀子にとみこの形見である腕時計を託すのだった。

## キャスト
- 平山周吉：橋爪功 - 広島県大崎上島町在住の72歳の老人。元教員。
- 平山とみこ：吉行和子 - 周吉の妻。68歳。
- 平山幸一：西村雅彦 - 周吉・とみこの長男。小児科医。東京郊外の開業医。
- 平山文子：夏川結衣 - 幸一の妻。
- 金井滋子：中嶋朋子 - 周吉・とみこの長女。美容師。都内で美容院を経営する。
- 金井庫造：林家正蔵 - 滋子の夫。
- 平山昌次：妻夫木聡 - 周吉・とみこの次男。都内で舞台美術のアシスタントとして働く。
- 間宮紀子：蒼井優 - 昌次の恋人。書店員。
- 沼田三平：小林稔侍 - 周吉の旧友。元会社役員。
- かよ：風吹ジュン - 沼田の通う居酒屋の女将。
- 服部京子：茅島成美 - すでに亡くなった周吉の親友の未亡人。
- 平山実：柴田龍一郎 - 幸一の長男。野球部所属の中学生。
- 平山勇：丸山歩夢 - 幸一の次男。小学生。
- ユキ：荒川ちか - 周吉の隣家に住む中学生。
- 西田麻衣、松野太紀、田中壮太郎、磯西真喜、近藤公園、北山雅康、伊東達広、加藤満、福田勝洋　ほか

## 『東京物語』との違い
- 平成期の尾道市は交通環境が整備され『東京物語』の時代ほどの片田舎ではなくなっていたため、フェリーに乗る必要のある大崎上島町に変更された。
- 主役の老夫婦が子どもたちからプレゼントされるのが、熱海の温泉旅行から横浜の高級ホテルに変更された。
- 『東京物語』における三男と次女にあたる人物は登場しない。そのかわり、『東京物語』では戦死した設定となっていた次男は生きており、三男の設定が一部移管されている。
- 次男昌次（『東京物語』における昌二）と紀子は結婚していない。

## スタッフ
- 監督：山田洋次
- 脚本：山田洋次、平松恵美子
- 音楽：久石譲
- 撮影：近森眞史
- 美術：出川三男
- 照明：渡邊孝一
- 編集：石井巌
- 録音：岸田和美
- スペシャルアドバイザー&イメージポスターデザイン：横尾忠則
- 記録：鈴木敏夫
- 監督助手：花輪金一、平松恵美子、濱田雄一郎、青木克齋、豊福昌仁
- 製作担当：相場貴和
- ラインプロデューサー：岩田均、斉藤朋彦
- 音響効果：帆苅幸雄
- 特殊メイク：江川悦子、工藤美姫
- 現像：IMAGICA
- プロデューサー：深澤宏、矢島孝
- 製作プロダクション：松竹撮影所東京スタジオ
- 製作委員会メンバー：松竹、住友商事、テレビ朝日、衛星劇場、博報堂DYメディアパートナーズ、日販、Yahoo! JAPAN、ぴあ、TOKYO FM、朝日放送、メーテレ、RCC[注釈 1]、北海道テレビ、九州朝日放送
- 制作・配給：松竹

## 受賞歴
- 第37回日本アカデミー賞[7]
  - 優秀作品賞
  - 優秀監督賞（山田洋次）
  - 優秀脚本賞（山田洋次、平松恵美子）
  - 優秀主演男優賞（橋爪功）
  - 優秀主演女優賞（吉行和子）
  - 優秀助演男優賞（妻夫木聡）
  - 優秀助演女優賞（蒼井優）
  - 優秀音楽賞（久石譲）
  - 優秀撮影賞（近森眞史）
  - 優秀照明賞（渡邊孝一）
  - 優秀録音賞（岸田和美）
  - 優秀編集賞（石井巌）
- 『映画芸術』2013年日本映画ベストテン＆ワーストテン・ワースト1位[8]